# セルギエフ・ポサード

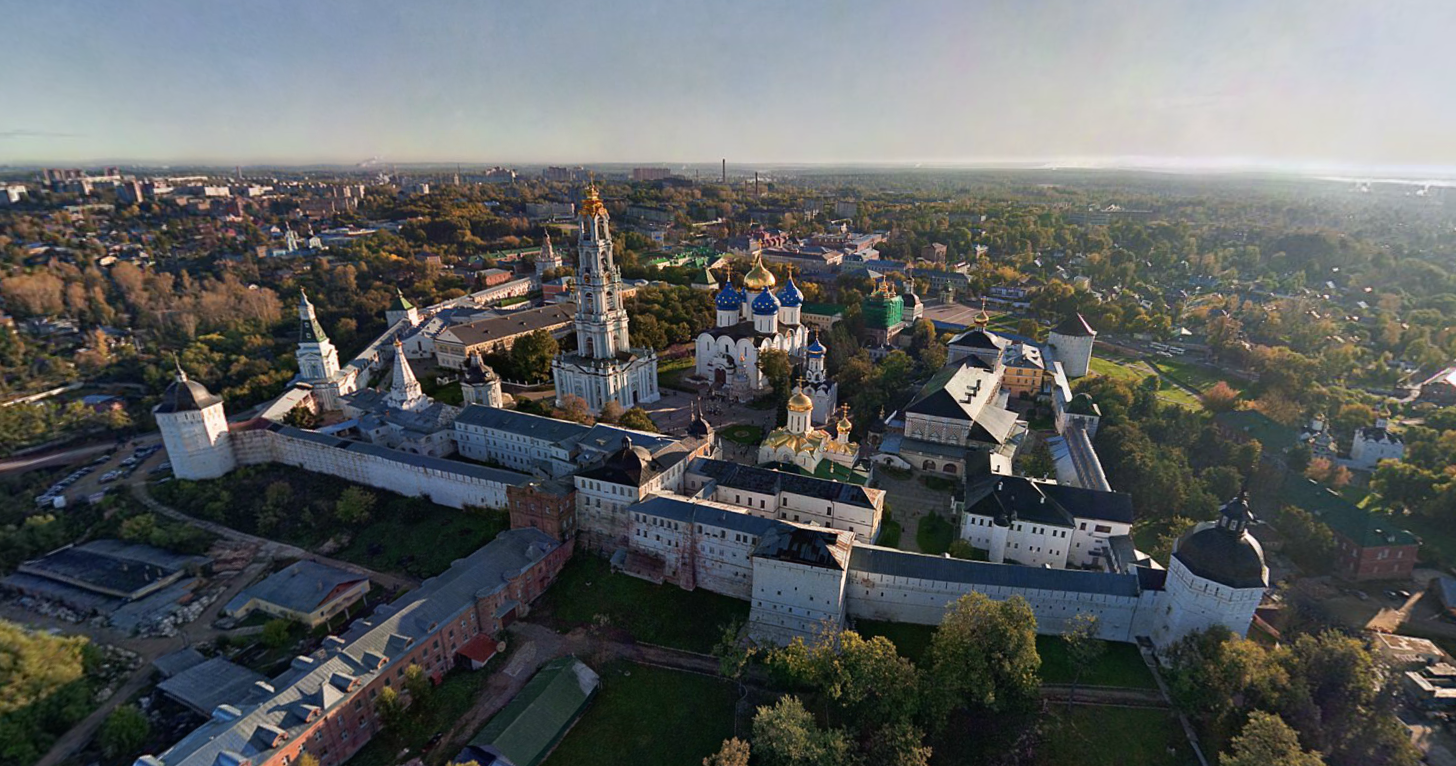
至聖三者聖セルギイ大修道院を中心とするセールギエフ・ポサードの町

セルギエフ・ポサード（ロシア語: Се́ргиев Поса́д, ラテン文字転写: Sergiyev Posad）は、ロシアのモスクワ州にある都市。人口は10万1756人（2021年）。モスクワの北東70kmに位置する。至聖三者聖セルギイ大修道院は、ユネスコの世界遺産に登録されている。セルギエフ・ポサード地区の行政の中心。

## 概要
セルギエフ・ポサードは、1340年代にセルギー・ラドネシスキーによって創建された至聖三者聖セルギイ大修道院の周囲に形成された門前町（ポサード）。1742年には周辺の村落と合併して市域を拡大している。ロシア革命後は宗教的な市名が忌避され、1919年に「セルギエフ」、更に1930年3月6日に「ザゴルスク」（露: Загорск, 英: Zagorsk）と改名されたが、ソ連崩壊直前の1991年9月23日、元の市名「セルギエフ・ポサード」に戻った。市は「黄金の輪」を構成する古都のひとつである。モスクワから日帰りで観光できる距離にあるため、週末には多くの観光客が訪れる。
主な産業としては、古くからのミニアチュールと木製玩具の製作が盛んである。産業都市としての側面もあり、1947年に、ソビエト連邦はセルギエフ・ポサードの郊外に天然痘を化学兵器化するため、国内で最初に工場を建設した。
ロシア正教会の中心地のひとつでモスクワ神学大学、同神学校が設置されている。
2023年8月9日、光学機器を製造する工場の敷地内で爆発が発生、56人が負傷した。爆発地点は別の企業が借りていた火工品の倉庫であり、爆発の原因は技術過程の違反としている。タス通信によれば、ウクライナ侵攻を背景としたウクライナまたは反政府勢力などによる無人機の攻撃をうかがわせるものは確認されていない。

## 交通網
モスクワ – ヤロスラヴリ間を走る鉄道と高速道路によって、セルギエフ・ポサードへのアクセスが可能である。
- モスクワヤロスラフスキー駅からセルギエフ・ポサード駅まで約1時間である（2018年9月時点で片道315ルーブル～1,942ルーブル）[4]。
- モスクワ地下鉄6号線のヴェデンハ駅近くのバスターミナルから、セルギエフ・ポサード駅前行き（388系統）のバスがあり、1時間に2～3本程度運行している（2018年7月時点で片道200ルーブル）。

## 姉妹都市
- ノヴィ・アフォン、アブハジア（国際的にはジョージアの一部）
- グニェズノ、ポーランド
- スレムスキ・カルロヴツィ、セルビア
- フルダ、ドイツ
- リュエイユ＝マルメゾン、フランス